# Szkoła dżafarycka
Szkoła dżafarycka, Jurysprudencja dżafarycka, Dżafarycki fikh (arab. ‏الجعفريون‎) – szkoła prawa islamskiego, której zasad przestrzegają szyici: wszyscy imamici, część ismailitów i niektórzy zajdyci. Nazwa szkoły wywodzi się od Dżafara as-Sadika, szóstego imama szyickiego który skodyfikował jej prawa i zasady.
Szkoła różni się od czterech sunnickich mazhabów w sprawach polegania na idżtihadzie, dziedziczenia, podatków religijnych, handlu i w innych dziedzinach życia codziennego. Pod względem gałęzi prawa imamici dzielą się na usulitów i achbarytów.

## Gałęzie

### Usulizm
Szkoła metody interpretacji i tworzenia prawa islamskiego w której kładzie się nacisk na idżtihad; "możliwość uczonego (mudżtahida) do samodzielnego formułowania opinii, posługiwania się indywidualnym rozumowaniem". Usulici podkreślają rolę jaką pełnią mudżtahidzi (uczeni wysokiej rangi) w interpretowaniu świętych ksiąg (Koranu, hadisów), tekstów i praw, co czyni ich pomostem pomiędzy brakującymi imamami a istniejącą w danym momencie społecznością. Przykładem mudżtahidów są wielcy ajatollahowie jak Ruhollah Chomejni czy Ali as-Sistani. Od końca osiemnastego wieku, jest to największa gałąź szkoły dżafaryckiej.

### Achbaryzm
Szkoła, w której kompletnie odrzuca się idżtihad i rolę mudżtahidów na rzecz osobistej interpretacji i rozumowania w zakresie prawa oraz opiera się jedynie na hadisach i Koranie. Achbaryzm skrystalizował się jako odrębny ruch z pism Muhammada Amin al-Astarabadiego i zyskał największą popularność pod koniec okresu safawidzkiego. Krótko po tym ruch został zmiażdżony przez usulickich uczonych, z Muhammadem Baqir Behbahanim na czele. Ostatecznym osłabieniem ruchu była rewolucja islamska w Iranie, która w oczach wielu achbarystów udowodniła wyższość szkoły usulickiej. W dzisiejszych czasach achbaryci stanowią znikomą mniejszość pośród szyitów, rezydując jedynie w odległych regionach Indii i Pakistanu.